# 星之彩
《星之彩》（英語：The Colour Out of Space）是一本由美國作家H·P·洛夫克拉夫特於1927年3月撰寫的洛式恐怖科幻短篇小說。在故事中，一位不知名的敘述者將當地人稱為「轟炸過的荒地」的故事拼湊而成。在麻薩諸塞州西部的虛構城鎮阿卡姆山中，一顆神秘的隕石墜毀於此處，並開始感染了附近的每一種生物。動物和人們都為此變得怪異和瘋狂。
洛夫克拉夫特在完成上一部短篇小說《查尔斯·迪克斯特·瓦德事件》後，於論文文學中的超自然恐怖的最終修訂中，立即開始撰寫《星之彩》。為了創造一種真正的外星生命形式，他從眾多小說和非小說資源中吸取靈感。《星之彩》於1927年9月首次在雨果·根斯巴克的科幻雜誌《驚人的故事》中刊登，並成為了洛夫克拉夫特最受歡迎的作品之一，同時也是他自己最喜愛的短篇小說作品。該書已數次被改編成電影，包括《要你吓破胆》（1965年）、《詛咒》（1987年）、《極度深色》（Colour from the Dark，2008年）、《星之彩》（The Color Out of Space，2010年）及《星之彩》（2019年）。

## 外部連結
- 列在網路推理小說資料庫中的《星之彩》